# おせっかいでスンマセ〜ン!宮川大輔の街道てくてく
『おせっかいでスンマセ〜ン！宮川大輔の街道てくてく』（おせっかいですんませーんみやがわだいすけのかいどうてくてく）は、びわ湖放送のテレビ番組。

## 概要
滋賀県の昔の街道筋をてくてく歩きながら、出会ったみなさんとふれあい、そして時にはちょっとおせっかいも焼いていく、というハートウォーミングな番組。

## 過去の放送
- 2023年3月31日 東海道大津宿〜草津宿(約11㎞)
- 2023年6月30日 中山道草津宿〜守山宿(約6㎞)
- 2023年9月29日 背くらべ地蔵(野洲市行畑 中山道)〜手づくり舎ふぁ〜もあ(野洲市小篠原 たでうどん)〜中道農園(野洲市比留田) 〜まんすて(近江八幡江頭町 朝鮮人街道)〜八幡堀(近江八幡市大杉町)

## 放送時間
- 年4回 金曜日21:00-21:54

## 出演者
- 宮川大輔（大津市出身）
- ファミリーレストラン（滋賀県住みます芸人）
- 黒川彩子（アシスタト兼AD びわ湖放送アナウンサー）